# Bote vom Niederrhein
Der Bote vom Niederrhein war eine Duisburger Zeitung, die der Philosoph, Pädagoge, Ökonom und Sozialkritiker Friedrich Albert Lange ab dem 1. Oktober 1865 herausgab, nachdem er im März 1865 vergebens Marx und Engels für seine publizistischen Ziele zu gewinnen suchte.
Das Zeitungsblatt galt zu seiner Zeit als das bestredigierte Organ der deutschen demokratischen Bewegung. Lange selbst bezeichnete seine Zeitung als „ein Organ des Vierten Standes“, aber auch als „obskursten Wisch in Deutschland“.
Mutig und mit Ernsthaftigkeit kämpfte er für die Belange seiner Duisburger Mitbürger und die sozialen Belange der Arbeiterschaft in Preußen und Deutschland. Sein Blatt richtete sich gegen die innere und äußere Politik Bismarcks.
1865 veröffentlichte Lange die Schrift Die Arbeiterfrage, einen wichtigen Beitrag zur Begründung der (wissenschaftlichen) Volkswirtschaftslehre, der auch als Beitrag zu dem von Karl Marx herausgegebenen Werk Das Kapital rezipiert wurde.
Der Bote konnte sich der größten Aufmerksamkeit der preußischen Regierung sicher sein, welche das Blatt als regierungsfeindlich, „verderblich“ und „sittenzerfressend“ einstufte.
Das geistreiche Blatt konnte allerdings mit seinen akademischen Gefechten nicht die Sprache der Arbeiterklasse erreichen.
Lange, der seit seinem 4. Lebensjahr seine Kindheit und Jugend in Duisburg verbrachte, stellte die Zeitung am 29. Juni 1866 ein, als er sich entschloss, mit seiner Familie in die Schweiz zu emigrieren.
Seine Heimatstadt Duisburg hat einen Platz nach ihm benannt.
Der Bote vom Niederrhein Nr. 1 vom 1. Oktober 1865:

„An die Leser!

Der „Bote vom Niederrhein“ will seinen Lesern möglichst viele Nachrichten bringen und dabei möglichst wenig Zeit und Geld in Anspruch nehmen. Er hofft dadurch seinen Weg zu denen zu finden, die sich bisher um Politik und sonstige Neuigkeiten nicht viel bekümmert haben. Alle Artikel werden so gefaßt sein, daß sie für Jedermann verständlich sind; dagegen verschmäht der Bote die abgeschmackte und verschrobene Sprache, welche so oft als „Volkston“ angewandt wird, meistens von Leuten, die das Volk betrügen wollen. Kurz und bündig, das ist unsere ganze Popularität. Wo Erklärungen wünschenswerth sind, werden wir sie nach Kräften bringen, aber wir werden nicht zu jedem Ereignis eine Sauce von Ansichten, Meinungen und Vermuthungen geben. In Hauptfragen, wo wir glauben unsere Ansicht aussprechen zu müssen, werden wir kleine Leitartikel bringen, ..“